# Mimulosia orthochroma
Mimulosia orthochroma är en fjärilsart som beskrevs av De Toulgoët 1958. Mimulosia orthochroma ingår i släktet Mimulosia och familjen björnspinnare. Inga underarter finns listade i Catalogue of Life.